# بيتر فرويدفيلدت
بيتر فرويدفيلدت (بالسويدية: Peter Fröjdfeldt)‏ ، من مواليد 14 نوفمبر 1963 في إسكيلستونا ، حكم كرة قدم سويدي دولي.
سيحكم في كأس الأمم الأوروبية لكرة القدم 2008.

## روابط خارجية
- بيتر فرويدفيلدت على موقع Soccerway.com (الإنجليزية)
- بيتر فرويدفيلدت على موقع IMDb (الإنجليزية)
- بيتر فرويدفيلدت على موقع قاعدة بيانات الفيلم (الإنجليزية)